# Средне-Московская улица
Средне-Московская улица — улица в историческом центре Воронежа (Центральный район). Проходит от Пушкинской улицы до улицы Плеханова. Протяжённость улицы около 1770 метров. Застройка представлена ансамблем красивых зданий XIX века, стоящих на перекрестке с улицей Фридриха Энгельса, по краю бывшей Щепной площади.

## История
Проложена по генеральному плану 1774 года. Название Средняя Московская получила из-за соседства с Новой Московской (Большой Московской, ныне — Плехановская) и Старой Московской (ныне — Карла Маркса) улицами, которыми проходила дорога на Москву. Ко второй половине XIX века в официальное употребление вошло сокращённое название «Средне-Московская». Улица — единственная из крупных в центральной части города, сохранившая историческое название XVIII века.
В северо-западном направлении улица сформировалось позже основного участка улицы: часть от Кольцовской до улицы III Интернационала сложилась в первой половине — середине XIX века, продолжение до поворота к бывшей губернской тюрьме — во второй половине этого столетия. Конец от улицы Революции 1905 года первоначально находился в пригородной, Ямской слободе.
Старейший участок улицы прошёл по краю Сенной (позднее — Щепной) торговой площади. В застройке были открыты торговые и связанные с ними заведения — лавки, трактиры, гостиницы, постоялые дворы. Известными местными домовладельцами в середине XIX века были купцы — В. В. Васильев (у семинаристов был популярен его трактир, называвшийся даже «Семинарский», там разрешали курить), купеческая семья Кривошеиных, семьи Шухминых, Воищевых, Гиц.
В конце 1870-х годов по улице был устроен водопровод.
В церковно-приходской школе Смоленского собора (угол с современной Никитинской улицей, не сохранилась) в 1900-х годах учился будущий писатель Андрей Платонов
Госпиталь Дамского комитета Красного Креста, находившийся на улице, в декабре 1914 года посетил император Николай II.
Во время Великой Отечественной войны на улице шли тяжёлые бои с захватчиками

## Достопримечательности

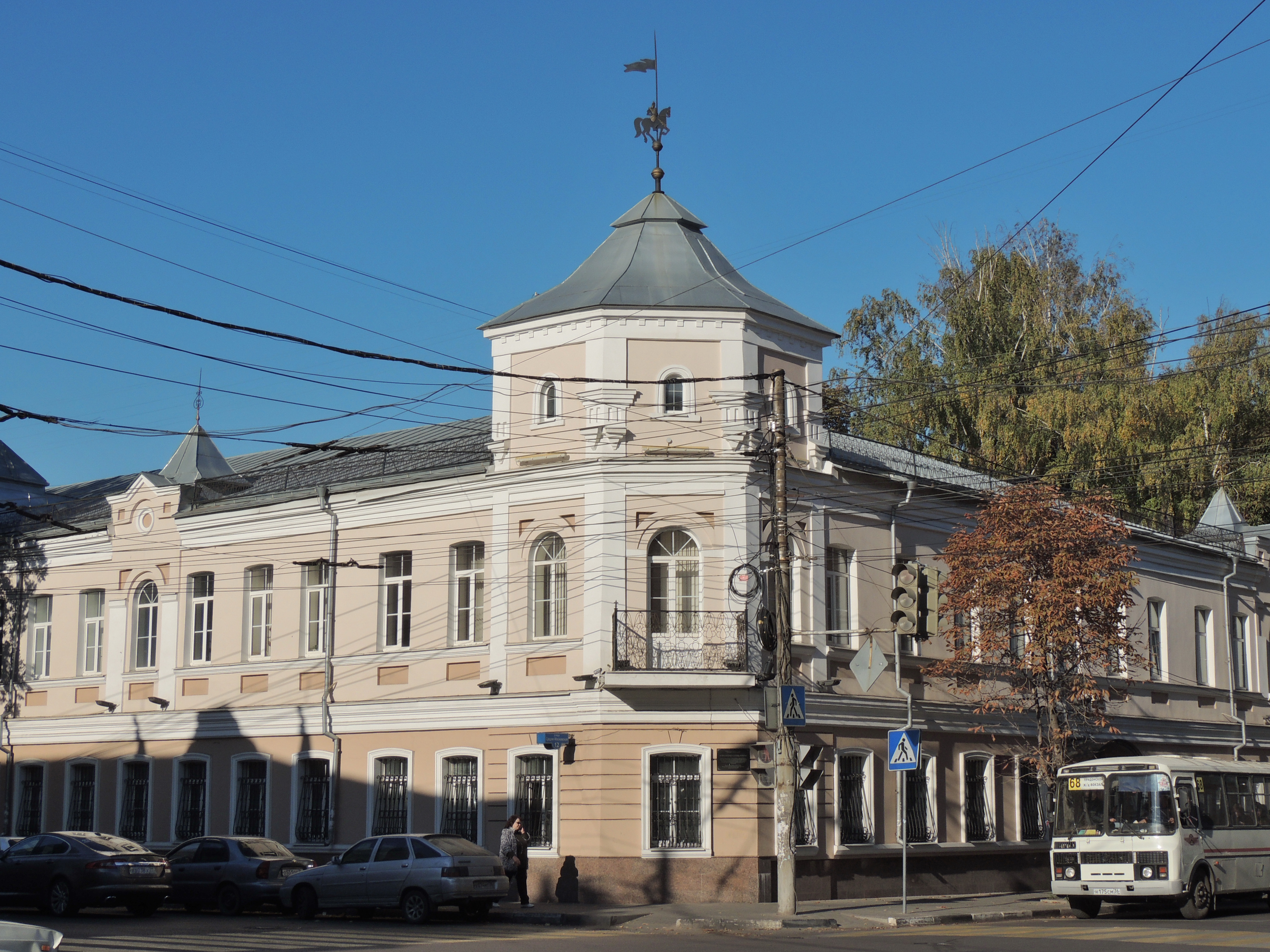
Гранд-Отель

д. 10 — Здание гостиницы М. А. Воищева (начало XX века)
д. 12 — Здание гостиницы «Гранд-Отель»
д. 22/24 — жилой дом (конец XIX — начало ХХ вв., 1950-е гг.)
д. 28 — Дом Епифанова (1870-е гг.)

## Известные жители
д. 14 — А. А. Болдырев (мемориальная доска), А. А. Людмилин (мемориальная доска).